# 李琳 (朝鮮)
李 琳（イ・イム、宣徳2年・世宗9年（1427年） - 正統10年・世宗27年（1445年））は、李氏朝鮮の王族。字は珍之。君号は平原大君。第4代国王世宗の第7王子。母は昭憲王后。第5代国王文宗および第7代国王世祖・安平大君・広平大君・錦城大君の同母弟。永膺大君の同母兄。桂陽君とは同じ年の生まれである。第6代国王端宗・第8代国王睿宗の叔父。

## 経歴
1434年に平原大君に封じられる。1437年に護軍の洪利用の娘と結婚し宗学に入学。1442年に同年より当時王世子だった長兄の文宗が父王の摂政となる。広平大君が死去した翌年の1445年に天然痘で死去した。これにより病弱だった世宗は体調がさらに悪化するとともに仏教を信仰するようになり、しばらく李氏朝鮮の抑仏政策が軟化する。
男子はなく、後に睿宗の次男の斉安大君李琄が養子に入り、祭祀継承する。

## 登場作品
- 『根の深い木』（2011年 SBS）